# Маслов Василь Іванович (Герой Радянського Союзу)
Васи́ль Іва́нович Ма́слов (1924 — 8 жовтня 1944) — ад'ютант третього танкового батальйону 79-ї танкової бригади (19-й танковий корпус, 6-а гвардійська армія, 1-й Прибалтійський фронт) лейтенант, Герой Радянського Союзу.

## Біографія
Василь Іванович Маслов народився в 1924 році в селі Анновка Зілаїрського району Башкирської АРСР.
Росіянин. Освіта середня. Член ВКП(б) з 1944 року. До війни працював у колгоспі.
У серпні 1942 року призваний у Червону армію Зілаїрським РВК. В 1943 році Василь Іванович закінчив танкове училище.
Учасник Другої світової війни з 1943 року. Ад'ютант 3-го танкового батальйону 79-ї танкової бригади (19-й танковий корпус, 6-а гвардійська армія, 1-й Прибалтійський фронт) лейтенант В. І. Маслов відзначився в боях на території Латвійської РСР.
8 жовтня 1944 року танк Маслова підбили, сам сам він загинув. Похований у селищі Вайнеде (Лієпайський район, Латвія).

## Подвиг
«Ад'ютант старший 3-го танкового батальйону 79-ї танкової бригади (19-й танковий корпус, 6-а гвардійська армія, 1-й Прибалтійський фронт) лейтенант Василь Маслов відзначився в бою 8 жовтня 1944 року біля залізничної станції „Елкуземе“ (Лієпайський район, Латвія).
Очолювана ним розвідка батальйону відрізала шлях відходу ворожій автоколоні і знищила два танки, штурмові знаряддя, шістдесят п'ять машин з боєприпасами, вісім бронетранспортерів і велику кількість солдатів і офіцерів противника. Увірвавшись на територію залізничної станції, батальйонна розвідка захопила ешелон з боєприпасами. Танк лейтенанта Маслова був підбитий, а він сам — двічі поранений. Але відважний радянський офіцер бився до останнього, і поліг смертю хоробрих в цьому бою…».
Указом Президії Верховної Ради СРСР від 24 березня 1945 року за зразкове виконання завдань командування і проявлені мужність і героїзм у боях з німецько-фашистськими загарбниками лейтенанту Маслову Василю Івановичу посмертно присвоєно звання Героя Радянського Союзу.

## Нагороди
- Медаль «Золота Зірка» Героя Радянського Союзу (24.03.1945).
- Орден Леніна (24.03.1945).
- Орден Червоного Прапора (03.10.1944).
- Орден Вітчизняної війни I ступеня (22.12.1943).
- Орден Червоної Зірки (24.04.1944).